# Верхний Карачан
Ве́рхний Карача́н — село в Грибановском районе Воронежской области.
Административный центр Верхнекарачанского сельского поселения.

## Население
| 1859 | 1897  | 1959  | 2010  |
| ---- | ----- | ----- | ----- |
| 3108 | ↗5565 | ↘3825 | ↘1977 |

## Улицы
| - пер. Берегового, - ул. Будённого, - ул. В. И. Языкова, - пер. Ворошилова, - ул. Восточная, - ул. Гагарина, - ул. Заливная, | - ул. Калинина, - ул. Карла Маркса, - ул. Комарова, - ул. Красная, - ул. Ленинская, - ул. Матросовская, - ул. Мира, | - ул. Мичурина, - ул. Набережная, - ул. Народная, - ул. Октябрьская, - ул. Первомайская, - ул. Победа, - ул. Проезжая, | - ул. Пушкина, - ул. Свободы, - ул. Советская, - ул. Степана Разина, - ул. Строителей, - ул. Фрунзе, - ул. Центральная. |

## Известные уроженцы
- Хитров, Степан Дмитриевич (1910—1999) — советский партийный, государственный деятель.
- Шипилов, Василий Алексеевич (1908—1987) — советский военнослужащий, старший лейтенант, Герой Советского Союза.
- Языков, Василий Иванович (1923—1978) — советский военнослужащий, ефрейтор, полный кавалер ордена Славы.